# Onthophagus alcyon
Onthophagus alcyon là một loài bọ cánh cứng trong họ Bọ hung (Scarabaeidae).